# Familienfest (2015)
Familienfest ist eine deutsche Tragikomödie von Lars Kraume mit Günther Maria Halmer und Hannelore Elsner, die am 15. Oktober 2015 in den deutschen Kinos anlief.

## Handlung
Zum 70. Geburtstag des gefeierten Pianisten Hannes Westhoff hat seine zweite Ehefrau Anne ein großes gemeinsames Familienfest in der heimischen Villa vorbereitet. Neben den drei Söhnen Max, Frederik und Gregor ist auch deren Mutter eingeladen, Hannes’ erste Ehefrau Renate, die inzwischen in Paris lebt.
Zur Überraschung des Jubilars finden sich alle Eingeladenen ein. Max, Journalist, verunglückt allerdings auf der Fahrt, offenbar schwer erkrankt, und bittet im Krankenhaus die Krankenschwester Jenny, ihn zu begleiten, damit er sie als seine Freundin ausgeben kann. Sie lässt sich darauf ein. Gregor, Investor mit wechselndem Erfolg, hat nicht zum ersten Mal Schulden und möchte seinen Vater um Geld bitten. Frederik, Realschullehrer, will seinem Vater eröffnen, dass er mit seinem Lebensgefährten Vincent ein Kind adoptieren will.
Beim Abendessen beleidigt Hannes Frederik und Vincent mit einer homophoben Bemerkung und wird dafür von Jenny scharf kritisiert. Gekränkt verlässt er die Tafel. Im weiteren Verlauf des Abends stellt sich heraus, dass die drei Söhne zeitlebens schwer unter ihrem Vater gelitten haben, der nicht nur ständig mit ihnen unzufrieden, sondern auch gewalttätig war – damit hat er seine erste Frau in die Alkoholabhängigkeit getrieben. Die Konflikte in der Familie eskalieren immer wieder in offen verletzendem Verhalten. Max’ Erkrankung wird zusehends ernster, während sich Jenny nach und nach tatsächlich in ihn verliebt.
Auf der Geburtstagsfeier mit Gästen trägt Max als Rede die Fabel Der Skorpion und der Frosch vor, um zu illustrieren, wie er das Verhältnis zu seinem Vater empfindet. Als er ihn anschließend umarmen will, bricht er zusammen. Im Krankenhaus wird der Familie vom behandelnden Arzt eröffnet, dass Max am CUP-Syndrom leidet, seit Jahren erfolglos therapiert wird und nur noch wenige Tage zu leben hat. Sein letzter Wunsch ist, im Elternhaus zu sterben, wo ihm seine Geschwister die letzten Tage so angenehm wie möglich machen, sie bedanken sich für seine klaren Worte auf der Feier. Am folgenden Morgen betritt Hannes zögernd Max’ Zimmer und zeigt ihm, dass er alle von Max veröffentlichten Texte gesammelt hat und tatsächlich stolz auf ihn ist. Er teilt Max mit, dass die Fabel eine perfekte Beschreibung von Hannes’ Vater sei.
Nach der Beerdigung versprechen alle Beteiligten einschließlich Jenny, sich an Weihnachten wieder zu treffen. Gregors Frau Charly hat ihrem Schwiegervater die Zusage abgerungen, dass er Gregors Schulden bei Kredithaien übernehmen wird. Frederik und Vincent stellt Hannes seine fällige Lebensversicherung für das gewünschte Adoptivkind in Aussicht.

## Produktionsdaten
Die Dreharbeiten für Familienfest fanden vom 18. März 2014 bis zum 15. April 2014 in Berlin und Umgebung statt. Drehort für das Anwesen war das Landhaus Kuczynski im Berliner Bezirk Steglitz-Zehlendorf.
Der Film wurde unter anderem für den Bambi in der Kategorie Schauspielerin National nominiert. Eine Auszeichnung erfolgte mit dem Deutschen Fernsehpreis.

## Kritik
„Intensive, mitunter von bissigem Humor geprägte Tragikomödie über ein unharmonisches Familientreffen. Zwar verläuft die Handlung in ihren Konfliktsituationen und Dialogen recht vorhersehbar, dennoch gelingt dank der sensiblen Inszenierung und der hervorragenden Darsteller eine vielschichtige Auseinandersetzung mit dem sozialen Konstrukt ‚Familie‘.“